# Івашковецька сільська рада (Новоушицький район)
Івашкове́цька сільська́ ра́да — адміністративно-територіальна одиниця та орган місцевого самоврядування в Новоушицькому районі Хмельницької області. Адміністративний центр — село Івашківці.

## Загальні відомості
Івашковецька сільська рада утворена в 1923 році.
- Територія ради: 31,234 км²
- Населення ради: 1 616 осіб (станом на 2001 рік)

## Населені пункти
Сільській раді були підпорядковані населені пункти:
- село Івашківці
- селище Загродське

## Склад ради
Рада складалася з 16 депутатів та голови.
- Голова ради: Копитко Сергій Іванович
- Секретар ради: Глушко Тамара Федорівна

### Керівний склад попередніх скликань
| Прізвище, ім'я, по батькові | Основні відомості                                                 | Дата обрання | Дата звільнення |
| --------------------------- | ----------------------------------------------------------------- | ------------ | --------------- |
| Копитко Сергій Іванович     | Сільський голова, 1975 року народження, освіта вища               | 26.03.2006   | 31.10.2010      |
| Копитко Сергій Іванович     | Сільський голова, 1975 року народження, освіта вища, безпартійний | 31.10.2010   |                 |

Примітка: таблиця складена за даними сайту Верховної Ради України

### Депутати
За результатами місцевих виборів 2010 року депутатами ради стали:

#### За суб'єктами висування
| Суб'єкт висування                 | Кількість обраних депутатів | %    |
| --------------------------------- | --------------------------- | ---- |
| Самовисування                     | 8                           | 50   |
| Партія регіонів                   | 3                           | 18,8 |
| Народна партія                    | 2                           | 12,5 |
| Політична партія «Сильна Україна» | 2                           | 12,5 |
| Комуністична партія України       | 1                           | 6,3  |

#### За округами
| № округу                          | Прізвище, ім'я, по батькові   | Дата визнання обраним | Освіта             | Партійна приналежність                        | Відомості про обраного депутата                                 |
| --------------------------------- | ----------------------------- | --------------------- | ------------------ | --------------------------------------------- | --------------------------------------------------------------- |
| Комуністична партія України       |                               |                       |                    |                                               |                                                                 |
| 1                                 | Юхименко Тамара Семенівна     | 02.11.2010            | вища               | позапартійна                                  | тимчасово не працює                                             |
| Народна Партія                    |                               |                       |                    |                                               |                                                                 |
| 4                                 | Залісний Сергій Васильович    | 02.11.2010            | середня            | член Народної партії                          | приватний підприємець                                           |
| 8                                 | Трофанюк Тетяна Іванівна      | 02.11.2010            | вища               | член Народної партії                          | тимчасово не працює                                             |
| Партія регіонів                   |                               |                       |                    |                                               |                                                                 |
| 5                                 | Глушко Тамара Федорівна       | 02.11.2010            | вища               | позапартійна                                  | Івашковецька сільська рада, касир                               |
| 7                                 | Шершун Сергій Васильович      | 02.11.2010            | середня спеціальна | член Партії регіонів                          | Івашковецька сільська рада, землемір                            |
| 16                                | Лиситчук Оксана Миколаївна    | 29.07.2012            | середня спеціальна | член Партії регіонів                          | Комунарівський ФАП, завідувачка ФАП                             |
| Політична партія «Сильна Україна» |                               |                       |                    |                                               |                                                                 |
| 2                                 | Гребенюк Василь Васильович    | 02.11.2010            | середня спеціальна | член Політичної партії «Сильна Україна»       | тимчасово не працює                                             |
| 9                                 | Максимчук Валентина Йосипівна | 02.11.2010            | середня спеціальна | член Політичної партії «Сильна Україна»       | Новоушицький пенсійний фонд, спеціаліст                         |
| Самовисування                     |                               |                       |                    |                                               |                                                                 |
| 3                                 | Тодосійчук Анатолій Іванович  | 02.11.2010            | середня спеціальна | позапартійний                                 | приватний підприємець                                           |
| 6                                 | Данчук Михайло Микитович      | 02.11.2010            | середня спеціальна | позапартійний                                 | тимчасово не працює                                             |
| 10                                | Трофанюк Михайло Іванович     | 02.11.2010            | середня спеціальна | позапартійний                                 | будинок культури, директор                                      |
| 11                                | Лабуняк Володимир Іванович    | 02.11.2010            | середня            | позапартійний                                 | Дошкільний навчальний заклад «Сонечко», оператор газових котлів |
| 12                                | Кукіль Олександр Михайлович   | 02.11.2010            | середня спеціальна | позапартійний                                 | тимчасово не працює                                             |
| 13                                | Гуменюк Валентина Миколаївна  | 02.11.2010            | вища               | позапартійна                                  | ПП «Чернишов», бухгалтер                                        |
| 14                                | Козирська Ольга Степанівна    | 02.11.2010            | вища               | позапартійна                                  | тимчасово не працює                                             |
| 15                                | Лудан Валерій Васильович      | 02.11.2010            | середня спеціальна | член Всеукраїнського об'єднання «Батьківщина» | тимчасово не працює                                             |